# Шабельник, Евгений Семёнович
Евгений Семёнович Шабельник (1941 —2000) — советский художник, карикатурист и иллюстратор, один из классиков детской книжной иллюстрации, журнальной графики и карикатуры.

## Биография
Окончил Московский Полиграфический институт. Иллюстрировал советские журналы «Крокодил» (1965-1989 гг.), «Пионер» (1971-1987 гг.), «Веселые картинки» (1970-1987 гг.), «Здоровье» (1985 г.), «Советская милиция» (1968-1987 гг.), «Советский воин» (1968 г.), «Смена» (1969-1975 гг.), «Работница» (1970-1982 гг.), «Спортивные игры» (1965-1979 гг.), «Физкультура и спорт» (1968-1973 гг.), «64-Шахматное обозрение» (1987 г.), «Огонек», «Колобок» (1972 г.), «Кругозор» (1969-1971) и другие. Сотрудничал с известными советскими московскими издательствами «Просвещение», «Молодая гвардия», «Правда», «Советская Россия», «Физкультура и спорт», «Наука», «Высшая школа», «Агропромиздат», «Химия», «Радио и связь», «Детская литература», «Самовар», «Вита-Пресс» и др.
Иллюстрировал следующие издания серии «Библиотека Крокодила»:
- Моралевич А. «Без бубенцов» (М.: Правда, 1972)
- Полотай Н. «Загадка природы» (М.: Правда, 1977)
- Вербин Е. «Плач по оторванной пуговице» (М.: Правда, 1985)
- Пьянов А.С. «Ода Ямбу» (М.: Правда, 1986)
- Моралевич А. «Удар, ещё удар» (М.: Правда, 1987)
- Подкова В. «Рыбкина контора» (М.: Правда, 1989)
- Кемоклидзе Г. «Оптом и в розницу» (М.: Правда, 1990)
- Ячменев А. «Гарцуя в кресле» (М.: Правда, 1990)
- Полуян В. «Навострятся ли тупари?» (М.: Правда, 1991)